# Tadanobu Asano
Tadanobu Asano (浅野 忠信 Asano Tadanobu), född Tadanobu Satô (佐藤 忠信 Satō Tadanobu) den 27 november 1973 i Yokohama, är en japansk skådespelare.

## Filmografi i urval
- 1991 – Väntan på syndafloden
- 2001 – Ichi the Killer
- 2003 – Universums sista dagar
- 2003 – Zatoichi
- 2004 – Cha no aji
- 2004 – Survive Style 5+
- 2007 – Mongol
- 2011 – Thor
- 2012 – Battleship
- 2013 – Thor: The Dark World
- 2013 – 47 Ronin
- 2016 – Harmonium
- 2016 – Silence
- 2017 – Thor: Ragnarök
- 2017 – The Outsider
- 2021 – Mortal Kombat
- 2024 – Shōgun (TV-serie)
- 2025 – Mortal Kombat 2